# Лагоа-Салгада
Лагоа-Салгада (порт. Lagoa Salgada)  —  муниципалитет в Бразилии, входит в штат Риу-Гранди-ду-Норти. Составная часть мезорегиона Сельскохозяйственный район штата Риу-Гранди-ду-Норти. Входит в экономико-статистический  микрорегион Агрести-Потигуар. Население составляет 7309 человек на 2006 год. Занимает площадь 79,515 км². Плотность населения — 91,9 чел./км².

## Статистика
- Валовой внутренний продукт на 2003 год составляет 13 522 564,00 реалов (данные: Бразильский институт географии и статистики).
- Валовой внутренний продукт на душу населения на 2003 год составляет 1910,24 реалов (данные: Бразильский институт географии и статистики).
- Индекс развития человеческого потенциала на 2000 год составляет 0,598 (данные: Программа развития ООН).